# شهرستان ولیکی پرسلو
شهرداری ولیکی پرسلو (به لاتین: Veliki Preslav Municipality) یک سکونتگاه مسکونی در بلغارستان است که در ولیکی پرسلاو واقع شده‌است.

## خصوصیات
ولیکی پرسلو ۲۷۷٫۶۵ کیلومترمربع مساحت و ۱۵٬۲۹۲ نفر جمعیت دارد.